# Sebastian Rudol
Sebastian Rudol (Koszalin, 21 febbraio 1995) è un calciatore polacco, difensore dell'ŁKS.

## Carriera

### Club
Ha giocato nella prima divisione polacca ed in quella rumena.

### Nazionale
Ha giocato nella nazionale polacca Under-17.